# Vågsfjorden (Nordfjord)
 For alternative betydninger, se Vågsfjorden. (Se også artikler, som begynder med Vågsfjorden)
Vågsfjorden er en sidefjord til Nordfjord i Vågsøy kommune i Vestland fylke i Norge. Den ligger mellem Husevågøy i syd og Vågsøya i nord. På sydsiden af Vågsøya ligger Fåfjorden. Vågsfjorden er en kilometer bred og er det nordligste indløb  til Nordfjord. Fjorden strækker sig 8,5 kilometer fra vest til øst. Det vestlige indløb til fjorden ligger mellem Hovden på Husvågøya og Vombaneset. Lige indenfor Vombaneset ligger landsbyen Vågsvåg og lidt længere mod  øst landsbyen Holvik. Byen Måløy ligger på sydøstsiden af Vågsøya og sydlige dele af byen ligger også ved fjorden. Herfra går Ulvesundet nordover til Sildegapet på sydsiden af Stadlandet. På nordsiden af Husvågøya ligger bygden Husevåg. Syhdøst for Måløy ligger Skavøypollen og landsbyen Tennebø. Fjorden ender på nordsiden af Gangsøya.
Det er færgeforbindelse over fjorden fra Oldeide på sydsiden af Fåfjorden til Husevågøya og Måløy. Riksvei 15 går langs nordsiden af fjorden til Måløy.